# Montagna dei Fiori
De Montagna dei Fiori (Berg van Bloemen) is een 1814 meter hoge berg in de Italiaanse regio Abruzzo. De afstand tot de Adriatische kust bedraagt slechts 30 kilometer. Op heldere dagen is vanaf de top de Slavische kust te zien.
Ten westen van de Montagna dei Fiori ligt de Montagna di Campli. De twee op elkaar lijkende bergen worden gescheiden door de diepe kloof die de rivier de Salinello heeft uitgesleten. Sinds 1995 maakt het gebergte deel uit van het Nationaal Park Gran Sasso e Monti della Laga.
Gedurende het winterseizoen wordt er geskied op de noordelijke helling van het gebergte Vanuit San Giacomo voeren skiliften omhoog naar de 1676 meter hoge Monte Piselli.

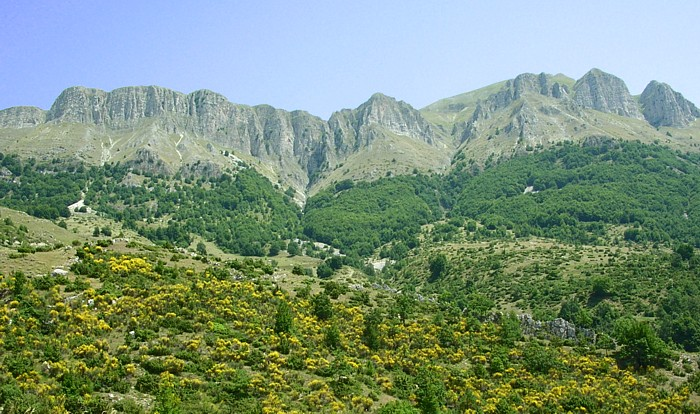
Montagna dei Fiori vanuit het westen